# Litoria hilli
Espèce
Synonymes
- Litoria rostandi  Kraus, 2007

Statut de conservation UICN

 DD  : Données insuffisantes
Litoria hilli est une espèce d'amphibiens de la famille des Pelodryadidae.

## Répartition
Cette espèce est endémique des Louisiades en Papouasie-Nouvelle-Guinée. Elle se rencontre entre 130 à 140 m d'altitude sur l'île Vanatinai.

## Description
Les mâles mesurent de 43,6 à 49,4 mm et les femelles de 53,8 à 54,7 mm.

## Étymologie
Cette espèce est nommée en l'honneur de Lance Hill.

## Publication originale
- Hiaso & Richards, 2006 : A new species of Litoria (Anura: Hylidae) from Tagula Island, Papua New Guinea. Science in New Guinea, vol. 28, p. 34-38.